# Gmina związkowa Lambsheim-Heßheim
Gmina związkowa Lambsheim-Heßheim (niem. Verbandsgemeinde Lambsheim-Heßheim) – gmina związkowa w Niemczech, w kraju związkowym Nadrenia-Palatynat, w powiecie Rhein-Pfalz. Siedziba gminy związkowej znajduje się w miejscowości Heßheim. Powstała 1 lipca 2014 z połączenia gminy bezzwiązkowej Lambsheim z gminą związkową Heßheim.

## Podział administracyjny
Gmina związkowa zrzesza sześć gmin wiejskich (Gemeinde):
1. Beindersheim
2. Großniedesheim
3. Heßheim
4. Heuchelheim bei Frankenthal
5. Kleinniedesheim
6. Lambsheim